# Szutsits Pál Mátyás
Pacséri Szutsits Pál Mátyás, olykor Szucsics névformában is, horvátul: Matija Pavao Sučić od Pačira (Szabadka, 1767. január 11. – Diakóvár, 1834. április 13.) püspök.

## Életútja
A gimnáziumot Székesfehérvárott, a filozófiát Budán, a teológiát Egerben, Pesten és a Pázmáneum növendékeként Bécsben végezte. 1790-ben pappá szentelték. Kispap Kerényben, 1791-ben Monostorszegen, 1792-ben Zomborban, 1793-ban Baján. Lelkész Csátalján és Bácsordason. 1796-ban Dunabökény, 1807-ben Szabadka plébánosa. 1815-től kalocsai kanonok, 1822-től az érsekség kísérője volt a nemzeti zsinaton. I. Ferenc király 1827-ben székesfehérvári püspökké nevezte ki. XII. Leó pápa 1828-ban erősítette meg, hamarosan Székesfehérváron püspökké szentelték. 1830. június 4-től diakóvári megyéspüspök.